# کن رایشل
کن رایشل (انگلیسی: Ken Reichel؛ زادهٔ ۱۹ دسامبر ۱۹۸۶) بازیکن فوتبال اهل آلمان است.
از باشگاه‌هایی که در آن بازی کرده‌است می‌توان به باشگاه فوتبال آینتراخت برانشوایگ و باشگاه فوتبال هامبورگ اشاره کرد.